# Festiac
Festiac (en francès Feytiat) és un municipi francès situat al departament de l'Alta Viena i a la regió de la Nova Aquitània.

## Demografia
| 1962                                       | 1968  | 1975  | 1982  | 1990  | 1999  | 2006  | 2007  | 2008  |
| ------------------------------------------ | ----- | ----- | ----- | ----- | ----- | ----- | ----- | ----- |
| 1.315                                      | 1.590 | 2.941 | 3.591 | 4.430 | 5.299 | 5.622 | 5.655 | 5.754 |
| Des de 1962: població sense dobles comptes |       |       |       |       |       |       |       |       |

## Administració
| Període   | Identitat               | Partit |
| --------- | ----------------------- | ------ |
| 1945-1971 | Jean-Baptiste Poutaraud |        |
| 1971-1992 | Jacques Taurisson       | PS     |
| 1992-2004 | Jean-Paul Denanot       | PS     |
| 2004-     | Bernard Fourniaud       | PS     |

## Agermanaments
- Arenys de Munt
- Leun